# Kostel svatého Václava (Horní Staré Město)
Kostel svatého Václava je římskokatolický, orientovaný kostel v Horním Starém Městě, části města Trutnova. Je farním kostelem farnosti Trutnov II – Horní Staré Město. Je chráněn jako kulturní památka České republiky.

## Historie
Kostel je zmiňován roku 1313. Je nejstarší dochovanou stavební památku v Trutnově.

## Architektura
Základ stavby je raně gotický s dalšími slohovými přestavbami. Je dokladem vývojových stavebních etap sakrální architektury. Z dob náboženské reformace jsou na západní straně věže z roku 1581 tři kamenné hlavy, z nichž jedna údajně patří Martinu Lutherovi. Z renesančního období je fragment malovaného kvádrování v červené barvě na JZ nároží. Mírně obdélníková loď je plochostropá, uzavřená čtvercovým presbytářem. Presbytář má gotickou klenbu s klínovitými žebry. K presbytáři na severní straně přiléhá sakristie s oratoří v patře. Ve věži je od roku 1609 zavěšen zvon o váze 1100 kg, který je největší v okolí.

## Interiér
Barokní hlavní oltář pochází z počátku 18. století a je tvořen monumentálním portálem se sochami andělů. Oltářní obraz patrona kostela svatého Václava od malíře Ignáce Russa je z poloviny 18. století. Vedlejší oltář Panny Marie Pomocné na severní straně kostela pochází z roku 1810. Cennou památkou je renesanční dřevěný polychromovaný epitaf – náhrobní deska rodiny královského lesmistra Kašpara Nusse, který zemřel roku 1606.

## Bohoslužby
Bohoslužby se konají v neděli od 8.00 a ve středu a v pátek od 17.30.